# Detroit Film Critics Society Awards 2017
Na 10. ročník udílení cen Detroit Film Critics Society Awards byly předány ceny v těchto kategoriích dne 7. prosince 2017. Nominace byly oznámeny 4. prosince 2017.

## Vítězové a nominovaní

### Nejlepší film
The Florida Project
- The Disaster Artist: Úžasný propadák
- Uteč
- Tvář vody
- Tři billboardy kousek za Ebbingem

### Nejlepší režisér
Sean Baker – The Florida Project
- Paul Thomas Anderson – Nit z přízraků
- Guillermo del Toro – Tvář vody
- Greta Gerwig – Lady Bird
- Christopher Nolan – Dunkerk
- Jordan Peele – Uteč

### Nejlepší herec v hlavní roli
James Franco – The Disaster Artist: Úžasný propadák jako Tommy Wiseau
- Timothée Chalamet – Dej mi své jméno jako Elio Perlman
- Daniel Day-Lewis – Nit z přízraků jako Reynolds Woodcock
- Gary Oldman – Nejtemnější hodina jako Winston Churchill
- Robert Pattinson – Dobrý časy jako Constantine "Connie" Nikas

### Nejlepší herečka v hlavní roli
Frances McDormandová – Tři billboardy kousek za Ebbingem jako Mildred Hayes
- Jessica Chastainová – Velká hra jako Molly Bloom
- Sally Hawkins – Tvář vody jako Elisa Esposito
- Margot Robbie – Já, Tonya jako Tonya Harding
- Saoirse Ronan – Lady Bird jako Christine "Lady Bird" McPherson

### Nejlepší herec ve vedlejší roli
Willem Dafoe – The Florida Project jako Bobby Hicks
- Richard Jenkins – Tvář vody jako Giles
- Sam Rockwell – Tři billboardy kousek za Ebbingem jako Jason Dixon
- Patrick Stewart – Logan: Wolverine jako Charles Xavier
- Michael Stuhlbarg – Dej mi své jméno jako pan Perlman

### Nejlepší herečka ve vedlejší roli
Allison Janney – Já, Tonya jako LaVona Golden
- Tiffany Haddish – Girls Trip jako Dina
- Holly Hunter – Pěkně blbě jako Beth Gardner
- Melissa Leo – Novitiate jako Marie St. Clair
- Laurie Metcalf – Lady Bird jako Marion McPherson

### Nejlepší obsazení
Akta Pentagon: Skrytá válka
- Pěkně blbě
- Lady Bird
- Mudbound
- Tři billboardy kousek za Ebbingem

### Objev roku
Jordan Peele – Uteč (scenárista, režisér)
- Timothée Chalamet – Dej mi své jméno (herec)
- Gal Gadotová – Wonder Woman (herečka)
- Tiffany Haddish – Girls Trip (herečka)
- Caleb Landry Jones – Barry Seal: Nebeský gauner, The Florida Project, Uteč, Tři billboardy kousek za Ebbingem (herec)

### Nejlepší scénář
Martin McDonagh – Tři billboardy kousek za Ebbingem
- Guillermo del Toro a Vanessa Taylor – Tvář vody
- Greta Gerwig – Lady Bird
- Emily V. Gordon a Kumail Nanjiani – Pěkně blbě
- Liz Hannah a Josh Singer – Akta Pentagon: Skrytá válka
- Jordan Peele – Uteč
- Taylor Sheridan – Wind River

### Nejlepší dokument
Jim & Andy: The Great Beyond
- The Defiant Ones
- Human Flow
- Kedi
- Step
- Strong Island
- Čí jsou ulice?

### Nejlepší animovaný film
LEGO Batman film
- Kapitán Bombarďák ve filmu
- Auta 3
- Coco
- S láskou Vincent

### Nejlepší použití hudby
Baby Driver
- Blade Runner 2049
- Dobrý časy
- Nit z přízraků
- Tvář vody